# Убийствен пъзел
„Убийствен Пъзел“ (на английски: Saw) е първата част от криминалната хорор поредица от филми. Режисьор на филма е Джеймс Уан, а сценаристи са Джеймс Уан и Лий Уанел. Първият филм е заснет за осемнадесет дни. Първо е бил показан във филмовия фестивал „Сънденс“ през 2004 година, а официалната му примиера е била на 29 октомври. Уан и Уанъл са доразвили „Убийствен пъзел“, като преди това, през 2003 са създали късометражния филм.
Историята на филма се развива около двама отвлечени мъже, които са заключени в баня. Дадени са им инструкции как да избягат. Междувременно, детективи от полицията правят разследване и имат намерение да заловят криминалния виновник – „Пъзела“.

## Сюжет
Внимание:  Текстът по-долу разкрива сюжета на произведението (или части от него)!
В обществена баня, фотографът Адам Фаулнър (Лий Уанъл) и д-р Лорънс Гордън (Кери Елвес) са заключени с вериги към тръби в съседните ъгли на помещението. Между тях лежи труп, който държи револвер и малък аудиорекордер. Лорънс и Адам откриват касетки, на които пише „Пусни ме“. Според касетката, Адам трябва да избяга от банята, а Лорънс да убие Адам преди шест часа, защото в противен случай, жена му и дъщеря му ще бъдат убити, а той ще остане там докато не умре. Скоро откриват торба с триони, но те не са достатъчно остри, за да прережат веригите. Лорънс разбира, че не трябва да прережат веригите, а краката си.
Лорънс установява, че човекът който ги е отвлякъл, е Пъзела. Този прякор е измислен, защото убиецът изрязва парчета от кожата на жертвите, с формата на пъзел. Въпреки това, Лорънс казва, че той не е убивал никого, и че намеренията на Пъзела са след като жертвата оцелее, да гледа на живота по различен начин. Показани са кадри на минали моменти, включително и този с единствената преминала тестовете на Пъзела – Аманда Янг (Шоуни Смит), която е силно пристрастена към наркотиците. Тя смята, че преживяването ѝ я е накарало да стане по-добър човек.
Докато Адам и Лорънс се опитват да избягат, Зеп Хиндъл (Майкъл Емърсън) влиза в къщата на Гордън, и отвлича жена му Алисън (Моника Потър) и дъщеря му Даяна (Макензи Вега), с цел да успее да се спаси от смъртоносна отрова. Ретроспективни кадри показват Зеп, който работи в болницата на Лорънс като санитар, докато д-р Гордън говори с ученици за пациент на име Джон Креймър – пациент, болен от мозъчен тумор. Докато Алисън и Даяна са отвлечени, Зеп следи Адам и Лорънс на монитор за наблюдение.
През това време, детектив Дейвид Тап (Дани Глоувър) наблюдава къщата. След като Тап разбира за историята на Аманда, Пъзела се превръща в негова мания. Впоследствие, той и партньорът му Стивън Синг (Кен Лиунг) влизат незаконно в склад за стоки, което се оказва едно от скривалищата на Пъзела. Там, те спасяват един човек от „бормашинния капан“. В края на краищата, преди
да успеят да заловят Пъзела, Синг е прострелян от капана „куршумна пътека“ и Пъзела успява да избяга. По-късно полицията намира Тап, който смята, че Лорънс е серийният убиец.
Междувременно в банята Лорънс намира телефон, от който може единствено да получава обаждания. Адам се опитва да се престори на мъртъв, но силен електрически удар през веригата на глезена, проваля плана му. След тези случки, Адам и Лорънс си спомнят за отвличанията им. И двамата са били нападнати и упоени от непознат човек, носещ маска. Лорънс получава обаждане от Алисън, която го уведомява, че Адам знае повече от това, което казва. Адам обяснява, че Тап му е платил да проследи и снима Лорънс, след което му показва снимките, които е открил в торбата с трионите. Гордън започва да крещи на Адам, но той му показва доказателството, че Лорънс е изневерявал на жена си. Двамата започват да се карат, но спират когато Адам забелязва снимка на Зеп в къщата на Лорънс. Те решават, че Зеп ги е отвлякъл. Но точно когато разбират това, Адам вижда че е шест часа.
Алисън се освобождава от Зеп и двамата започват да се бият. Чуват се няколко куршума, които привличат вниманието на Тап, който разсейва Зеп, за да може Алисън и дъщеря ѝ се измъкнат. Зеп застрелва Тап и отива в банята, за да убие Лорънс, който е чул куршумите и крещенето. Той не може да достигне телефона и в желанието си да помогне на своето семейство, използва триона, за да отреже крака си, и прострелва Адам с револвера, който трупът държи, използвайки куршума, който е открил при касетката си още в началото. Зеп пристига и намира плачещия Лорънс. Но преди Зеп да го убие, Адам става от пода (раната му не е била смъртоносна) и бие Зеп до смърт с тоалетен казан. Лорънс бавно започва да пълзи и обещава на Адам, че ще отиде да намери помощ и ще се върне за него.
Адам претърсва тялото на Зеп, надявайки се, че ще успее да намери ключа, но открива още един малък аудиорекордер. Докато песента "Hello Zepp" („Здравей Зеп“) започва да се чува на фона на филма, Адам разбира, че Зеп е бил само пионка в играта на Пъзела и че играейки е бил под смъртна заплаха. След това Адам чува стенания зад него и обръщайки се вижда как „трупът“ бавно се изправя на крака, осъзнавайки, че Джон Креймър (Тобин Бел) е Пъзела. Джон казва на Адам, че ключът за веригата е във ваната, в която Адам се е събудил в началото на филма. Ключът се е промушил в канала заедно с водата, когато Адам е излязъл от ваната и е извадил запушалката. Адам се присяга да вземе оръжието на Зеп, но Джон го спира с още един електрически шок от скритото му дистанционно управление. Джон изгася светлините и преди да затвори вратата изкрещява: "Играта свърши!", оставяйки Адам в банята.

## Бюджет
„Убийствен Пъзел“ има финансов успех. Заснет с малкия бюджет от около 1,2 милиона щатски долара, филмът печели около 55 милиона щатски долара само на билетната каса в САЩ и още 102 917 772 щатски долара по света. Критичните отзиви са били различни. „Убийствен Пъзел“ е спечелил 46% рейтинг от Rotten Tomatoes и 29% рейтинг от най-уважаваните професионални критици, определяйки го като „отвратителен“. Въпреки разнообразните критични отзиви, филмът привлече неоспоримо продължение и вече седем серии станаха реалност.
Критикът Роджър Ибърт казва, че „филмът е много добре направен трилър, но накрая не си струва мъчението, на което ни подлага“. Други не били толкова милостиви, като Пол Матвичък например, който казва, че филмът е бил „заплетен“ и завъртяният му край бил нелеп.

## Саундтрак
Песента на Megadeth – Die Dead Enough отначало е щяла да бъде включена във филма, но не е използвана поради неразкрити причини.